# Palazzo Pubblico
Palazzo Pubblico, Palazzo Comunale – pałac w Sienie, zbudowany w latach 1297–1310 z cegieł i trawertynu, początkowo siedziba władz miejskich (Repubblica di Siena). W latach 1338–1348 przy pałacu zbudowano dzwonnicę – Torre del Mangia. W 1680 roku dobudowano dodatkowe piętro. Budynek znajduje się przy Piazza del Campo.
Aktualnie w pałacu znajduje się Museo Civico zawierające zbiory dokumentów, szkiców i obrazów dokumentujących historię Sieny.